# 1986-os labdarúgó-világbajnokság-selejtező (OFC)
Az 1986-os labdarúgó-világbajnokság selejtezőjének OFC-zónájában összesen 4 nemzet versenyzett a 0,5 helyért. Közülük Ausztrália és Új-Zéland volt a zóna teljes jogú tagja. Izrael azután indult el az óceániai zónában, hogy 1974-ben kizárták az ázsiai szövetségből, Tajvan pedig a Kínával fennálló politikai konfliktusa miatt nem tudott részt venni az AFC-selejtezőben.
A négy csapat egyetlen csoportot alkotva oda-visszavágós alapon megmérkőzött egymással. A győztes interkontinentális pótselejtezőt játszott az UEFA-zónából érkező ellenféllel. 

## A csoport végeredménye
| Hely. | Csapat     | M | Gy | D | V | G+ | G– | Gk  | P  | Továbbjutás           |     | Ausztrália (ország) | Izrael | Új-Zéland | Kínai Köztársaság |
| ----- | ---------- | - | -- | - | - | -- | -- | --- | -- | --------------------- | --- | ------------------- | ------ | --------- | ----------------- |
| 1.    | Ausztrália | 6 | 4  | 2 | 0 | 20 | 2  | +18 | 10 | UEFA–OFC pótselejtező |     | —                   | 1–1    | 2–0       | 8–0               |
| 2.    | Izrael     | 6 | 3  | 1 | 2 | 17 | 6  | +11 | 7  |                       |     | 1–2                 | —      | 3–0       | 5–0               |
| 3.    | Új-Zéland  | 6 | 3  | 1 | 2 | 13 | 7  | +6  | 7  |                       | 0–0 | 3–1                 | —      | 5–0       |                   |
| 4.    | Tajvan     | 6 | 0  | 0 | 6 | 1  | 36 | −35 | 0  |                       | 0–7 | 0–6                 | 1–5    | —         |                   |

## Mérkőzések
| 1985. szeptember 3. |

| Tajvan | 0–6 | Izrael                                        |
| ------ | --- | --------------------------------------------- |
|        |     | Turk 28' 35' 74' Armeli 39' Malmilian 53' 90' |

| Ramat Gan Stadion, Ramat Gan Nézőszám: 30 000 Játékvezető: Mircea Salomir (román) |

| 1985. szeptember 8. |

| Izrael                                | 5–0 | Tajvan |
| ------------------------------------- | --- | ------ |
| Cohen 7' Armeli 18' Ohana 56' 72' 79' |     |        |

| Ramat Gan Stadion, Ramat Gan Nézőszám: 10 000 Játékvezető: Ioan Igna (román) |

| 1985. szeptember 21. |

| Új-Zéland | 0–0 | Ausztrália |
| --------- | --- | ---------- |
|           |     |            |

| Mount Smart Stadion, Auckland Nézőszám: 14 286 Játékvezető: Keith Hackett (angol) |

| 1985. október 5. |

| Tajvan      | 1–5 | Új-Zéland                                         |
| ----------- | --- | ------------------------------------------------- |
| Sing-an 41' |     | Edge 13' Walker 25' Sumner 31' (11-esből) 51' 89' |

| Mount Smart Stadion, Auckland Nézőszám: 5152 Játékvezető: Chris Bambridge (ausztrál) |

| 1985. október 8. |

| Izrael     | 1–2 | Ausztrália               |
| ---------- | --- | ------------------------ |
| Armeli 65' |     | Mitchell 46' Kosmina 50' |

| Ramat Gan Stadion, Ramat Gan Nézőszám: 45 000 Játékvezető: Luigi Agnolin (olasz) |

| 1985. október 12. |

| Új-Zéland                                          | 5–0 | Tajvan |
| -------------------------------------------------- | --- | ------ |
| Boath 19' Turner 32' 76' Walker 57' 65' (11-esből) |     |        |

| Mount Smart Stadion, Auckland Nézőszám: 5200 Játékvezető: Don Campbell (ausztrál) |

| 1985. október 20. |

| Ausztrália    | 1–1 | Izrael    |
| ------------- | --- | --------- |
| Ratcliffe 32' |     | Cohen 47' |

| Olimpiai Park Stadion, Melbourne Nézőszám: 27 000 Játékvezető: José Rosa dos Santos (portugál) |

| 1985. október 23. |

| Tajvan | 0–7 | Ausztrália                                                                |
| ------ | --- | ------------------------------------------------------------------------- |
|        |     | Dunn 2' 89' (11-esből) Chiang 13' (öngól) Mitchell 57' 59' 87' Arnold 68' |

| Hindmarsh Stadion, Adelaide Nézőszám: 2000 Játékvezető: John Cameron (Új-zélandi) |

| 1985. október 26. |

| Új-Zéland                       | 3–1 | Izrael     |
| ------------------------------- | --- | ---------- |
| Rufer 3' Dunford 30' Walker 67' |     | Armeli 23' |

| Mount Smart Stadion, Auckland Nézőszám: 10 600 Játékvezető: Egbert Mulder (holland) |

| 1985. október 27. |

| Ausztrália                                                            | 8–0 | Tajvan |
| --------------------------------------------------------------------- | --- | ------ |
| Odžakov 41' 56' 69' Crino 52' Kosmina 65' (11-esből) 72' 88' Gray 89' |     |        |

| Szent György Stadion, Sydney Nézőszám: 2694 Játékvezető: Bill Munro (Új-zélandi) |

| 1985. november 3. |

| Ausztrália               | 2–0 | Új-Zéland |
| ------------------------ | --- | --------- |
| Kosmina 12' Mitchell 48' |     |           |

| Sydney Sports Ground, Sydney Nézőszám: 21 910 Játékvezető: Gerard Guerds (holland) |

| 1985. november 10. |

| Izrael                            | 3–0 | Új-Zéland |
| --------------------------------- | --- | --------- |
| Cohen 67' Selecter 75' Armeli 85' |     |           |

| Ramat Gan Stadion, Ramat Gan Nézőszám: 4500 Játékvezető: Dieter Pauly (nyugatnémet) |

## Interkontinentális pótselejtező
| 1. csapat | Össz.Tooltip Aggregate score | 2. csapat  | 1. mérk. | 2. mérk. |
| --------- | ---------------------------- | ---------- | -------- | -------- |
| Skócia    | 2–0                          | Ausztrália | 2–0      | 0–0      |